# Oscarsgalan 2024
Oscarsgalan 2024 var den 96:e upplagan av Academy Awards, som belönade filminsatser från 2023. Galan hölls på Dolby Theatre den 10 mars 2024 med Jimmy Kimmel som värd för fjärde gången.

## Nominerade och vinnare
Nomineringarna presenterades den 23 januari 2024.
Den 9 januari 2024 hölls den årliga Governors Award-ceremonin. Då tillkännagavs följande pristagare:
Heders-Oscar
- Angela Bassett
- Mel Brooks
- Carol Littleton

Jean Hersholt Humanitarian Award
- Michelle Satter

| Bästa film - Oppenheimer – Emma Thomas, Charles Roven och Christopher Nolan, producenter - American Fiction – Ben LeClair, Nikos Karamigios, Cord Jefferson och Jermaine Johnson, producenter - Fritt fall – Marie-Ange Luciani och David Thion, producenter - Barbie – David Heyman, Margot Robbie, Tom Ackerley och Robbie Brenner, producenter - The Holdovers – Mark Johnson, producenter - Killers of the Flower Moon – Dan Friedkin, Bradley Thomas, Martin Scorsese och Daniel Lupi, producenter - Maestro – Bradley Cooper, Steven Spielberg, Fred Berner, Amy Derning och Kristie Macosko Krieger, producenter - Past Lives – David Hinojosa, Christine Vachon och Pamela Koffler, producenter - Poor Things – Ed Guiney, Andrew Lowe, Giorgos Lanthimos och Emma Stone, producenter - The Zone of Interest – James Wilson, producent | Bästa regi - Christopher Nolan – Oppenheimer - Justine Triet – Fritt fall - Martin Scorsese – Killers of the Flower Moon - Giorgos Lanthimos – Poor Things - Jonathan Glazer – The Zone of Interest |
| Bästa manliga huvudroll - Cillian Murphy – Oppenheimer som Robert Oppenheimer - Bradley Cooper – Maestro som Leonard Bernstein - Colman Domingo – Rustin som Bayard Rustin - Paul Giamatti – The Holdovers som Paul Hunham - Jeffrey Wright – American Fiction som Thelonius "Monk" Ellison | Bästa kvinnliga huvudroll - Emma Stone – Poor Things som Bella Baxter / Victoria Blessington - Annette Bening – Nyad som Diana Nyad - Lily Gladstone – Killers of the Flower Moon som Mollie Burkhart - Sandra Hüller – Fritt fall som Sandra Voyter - Carey Mulligan – Maestro som Felicia Montealegre Bernstein |
| Bästa manliga biroll - Robert Downey, Jr. – Oppenheimer som Lewis Strauss - Sterling K. Brown – American Fiction som Clifford "Cliff" Ellison - Robert De Niro – Killers of the Flower Moon som William King Hale - Ryan Gosling – Barbie som Ken - Mark Ruffalo – Poor Things som Duncan Wedderburn | Bästa kvinnliga biroll - Da'Vine Joy Randolph – The Holdovers som Mary Lamb - Emily Blunt – Oppenheimer som Katherine "Kitty" Oppenheimer - Danielle Brooks – Purpurfärgen som Sofia Johnson - America Ferrera – Barbie som Gloria - Jodie Foster – Nyad som Bonnie Stoll |
| Bästa originalmanus - Fritt fall – Justine Triet och Arthur Harari - The Holdovers – David Hemingson - Maestro – Bradley Cooper och Josh Singer - May December – Samy Burch och Alex Mechanik - Past Lives – Celine Song | Bästa manus efter förlaga - American Fiction – Cord Jefferson - Barbie – Greta Gerwig och Noah Baumbach - Oppenheimer – Christopher Nolan - Poor Things – Tony McNamara - The Zone of Interest – Jonathan Glazer |
| Bästa animerade film - Pojken och hägern – Hayao Miyazaki och Toshio Suzuki - Elementärt – Peter Sohn och Denise Ream - Nimona – Nick Bruno, Troy Quane, Karen Ryan och Julie Zackary - Robot Dreams – Pablo Berger, Ibon Cormenzana, Ignasi Estapé och Sandra Tapia Díaz - Spider-Man: Across the Spider-Verse – Kemp Powers, Justin K. Thompson, Phil Lord, Christopher Miller och Amy Pascal | Bästa internationella långfilm - The Zone of Interest (Storbritannien) – regisserad av Jonathan Glazer - Kaptenen (Italien) – regisserad av Matteo Garrone - Perfect Days (Japan) – regisserad av Wim Wenders - Snöns brödraskap (Spanien) – regisserad av Juan Antonio Bayona - Lärarrummet (Tyskland) – regisserad av İlker Çatak |
| Bästa dokumentär - 20 dagar i Mariupol – Mstyslav Chernov, Michelle Mizner och Raney Aronson-Rath - Bobi Wine: The People’s President – Moses Bwayo, Christopher Sharp och John Battsek - The Eternal Memory – Maite Alberdi, Juan de Dios Larraín, Pablo Larraín och Rocio Jadue - Fyra döttrar – Kaouther Ben Hania och Nadim Cheikhrouha - To Kill a Tiger – Nisha Pahuja, Cornelia Principe och David Oppenheim | Bästa kortfilmsdokumentär - The Last Repair Shop – Ben Proudfoot och Kris Bowers - The ABCs of Book Banning – Sheila Nevins och Trish Adlesic - The Barber of Little Rock – John Hoffman och Christine Turner - Island in Between – S. Leo Chiang och Jean Tsien - Nǎi Nai & Wài Pó – Sean Wang och Sam Davis |
| Bästa kortfilm - Den underbara historien om Henry Sugar – Wes Anderson och Steven M. Rales - The After – Misan Harriman och Nicky Bentham - Invincible – Vincent René-Lortie och Samuel Caron - Knight of Fortune – Lasse Lyskjær Noer och Christian Norlyk - Red, White and Blue – Nazrin Choudhury och Sara McFarlane | Bästa animerade kortfilm - War Is Over! – Dave Mullins och Brad Booker - Letter to a Pig – Tal Kantor och Amit R. Gicelter - Ninety-Five Senses – Jerusha Hess och Jared Hess - Our Uniform – Yegane Moghaddam - Pachyderme – Stéphanie Clément och Marc Rius |
| Bästa foto - Oppenheimer – Hoyte van Hoytema - El Conde – Edward Lachman - Killers of the Flower Moon – Rodrigo Prieto - Maestro – Matthew Libatique - Poor Things – Robbie Ryan | Bästa klippning - Oppenheimer – Jennifer Lame - Fritt fall – Laurent Sénéchal - The Holdovers – Kevin Tent - Killers of the Flower Moon – Thelma Schoonmaker - Poor Things – Yorgos Mavropsaridis |
| Bästa kostym - Poor Things – Holly Waddington - Barbie – Jacqueline Durran - Killers of the Flower Moon – Jacqueline West - Napoleon – Janty Yates och Dave Crossman - Oppenheimer – Ellen Mirojnick | Bästa scenografi - Poor Things – James Price, Shona Heath och Zsuzsa Mihalek - Barbie – Sarah Greenwood och Katie Spencer - Killers of the Flower Moon – Jack Fisk och Adam Willis - Napoleon – Arthur Max och Elli Griff - Oppenheimer – Ruth De Jong och Claire Kaufman |
| Bästa smink - Poor Things – Nadia Stacey, Mark Coulier och Josh Weston - Golda – Karen Hartley Thomas, Suzi Battersby och Ashra Kelly-Blue - Maestro – Kazu Hiro, Kay Georgiou och Lori McCoy-Bell - Oppenheimer – Luisa Abel - Snöns brödraskap – Ana López-Puigcerver, David Martí och Montse Ribé | Bästa ljud - The Zone of Interest – Johnnie Burn och Tarn Willers - The Creator – Ian Voigt, Erik Aadahl, Ethan Van der Ryn, Tom Ozanich och Dean Zupancic - Maestro – Richard King, Steve Morrow, Tom Ozanich, Jason Ruder och Dean Zupancic - Mission: Impossible – Dead Reckoning Part One – Chris Munro, James H. Mather, Chris Burdon och Mark Taylor - Oppenheimer – Willie Burton, Richard King, Kevin O’Connell och Gary A. Rizzo                      |
| Bästa filmmusik - Oppenheimer – Ludwig Göransson - American Fiction – Laura Karpman - Indiana Jones and the Dial of Destiny – John Williams - Killers of the Flower Moon – Robbie Robertson - Poor Things – Jerskin Fendrix | Bästa sång - "What Was I Made For?" från Barbie – text och musik av Billie Eilish och Finneas O'Connell - "The Fire Inside" från Flamin' Hot – text och musik av Diane Warren - "I'm Just Ken" från Barbie – text och musik av Mark Ronson och Andrew Wyatt - "It Never Went Away" från American Symphony – text och musik av Jon Batiste och Dan Wilson - "Wahzhazhe (A Song For My People)" från Killers of the Flower Moon – text och musik av Scott George |
| Bästa specialeffekter - Godzilla Minus One – Takashi Yamazaki, Kiyoko Shibuya, Masaki Takahashi och Tatsuji Nojima - The Creator – Jay Cooper, Ian Comley, Andrew Roberts och Neil Corbould - Guardians of the Galaxy Vol. 3 – Stephane Ceretti, Alexis Wajsbrot, Guy Williams och Theo Bialek - Mission: Impossible – Dead Reckoning Part One – Alex Wuttke, Simone Coco, Jeff Sutherland och Neil Corbould - Napoleon – Charley Henley, Luc-Ewen Martin-Fenouillet, Simone Coco och Neil Corbould | |

### Filmer med flera vinster
| Oscars | Film                 |
| ------ | -------------------- |
| 7      | Oppenheimer          |
| 4      | Poor Things          |
| 2      | The Zone of Interest |

### Filmer med flera nomineringar
| Nomineringar | Film                                          |
| ------------ | --------------------------------------------- |
| 13           | Oppenheimer                                   |
| 11           | Poor Things                                   |
| 10           | Killers of the Flower Moon                    |
| 8            | Barbie                                        |
| 7            | Maestro                                       |
| 5            | American Fiction                              |
| 5            | Fritt fall                                    |
| 5            | The Holdovers                                 |
| 5            | The Zone of Interest                          |
| 3            | Napoleon                                      |
| 2            | The Creator                                   |
| 2            | Mission: Impossible – Dead Reckoning Part One |
| 2            | Nyad                                          |
| 2            | Past Lives                                    |
| 2            | Snöns brödraskap                              |